# Phyllodromica nigriventris
Phyllodromica nigriventris es una especie de cucaracha del género Phyllodromica, familia Ectobiidae. Fue descrita científicamente por Chopard en 1936.
Habita en Marruecos.